# Джойнт (організація)
Джойнт (івр. ג'וינט, англ. American Jewish Joint Distribution Committee, скорочено JDC, «Американський єврейський об'єднаний розподільчий комітет»; до 1931 року — «Об'єднаний розподільчий комітет американських фондів допомоги євреям, що постраждали від війни») — найбільша єврейська благодійна організація, створена у 1914 році. Штаб-квартира розташована в Нью-Йорку.
«Джойнт» допомагає євреям, котрі потребують захисту або фінансової допомоги, по всій земній кулі за межами США. У 2004 році представництва «Джойнт» діяли в 60 країнах світу. Основні напрями роботи: допомога літнім людям, підтримка сім'ї та дітей, розвиток єврейської спільноти, міжнародний розвиток.
З 9 грудня 2008 року президентом «Джойнту» є доктор Ірвінг Смоклер (англ. Irving Smokler), а виконавчим віцепрезидентом (з 2002 року) — Стівен Швейгер (англ. Steven Schwager).
У 2007 році діяльність «Джойнту» була відзначена Державною премією Ізраїлю.

## Історія

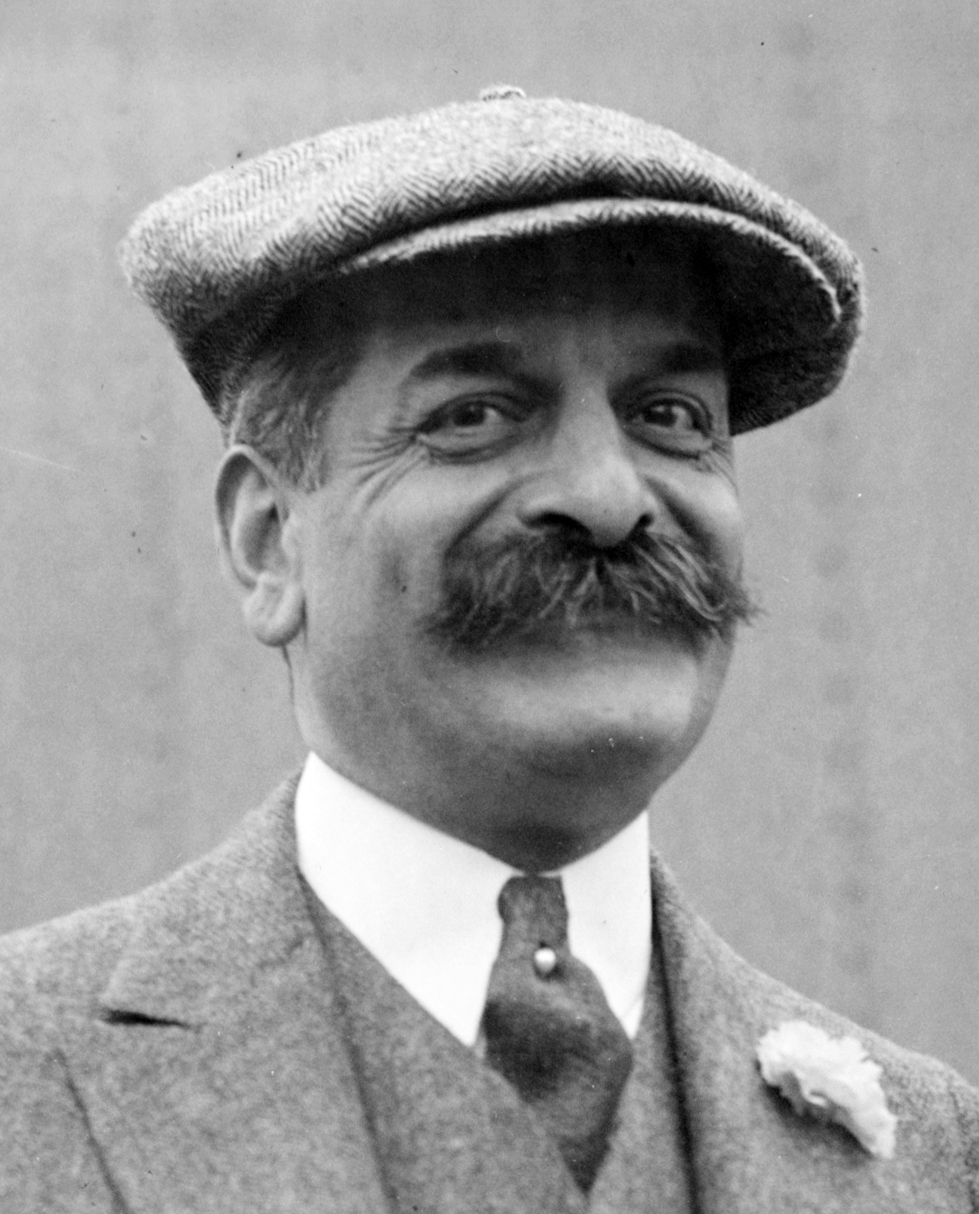
Фелікс Варбург

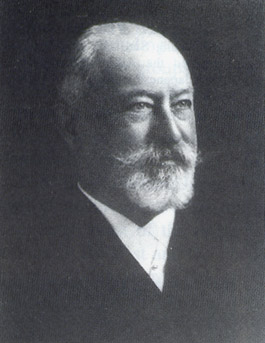
Джейкоб Шифф

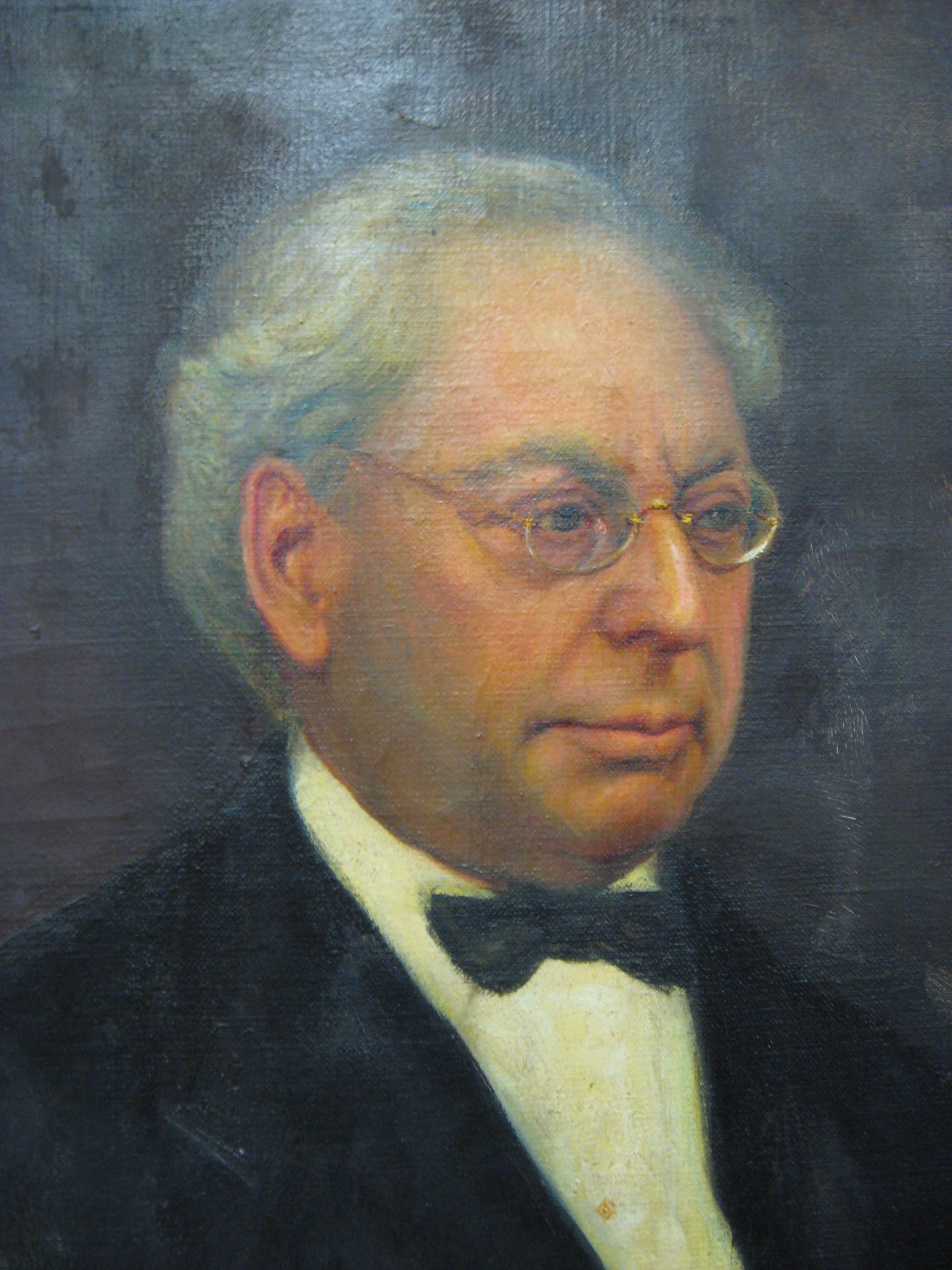
Льюіс Маршалл

### Створення і Перша світова війна
4 жовтня 1914 року лідери спільноти ортодоксального юдаїзму в США створили «Центральний комітет допомоги євреям, котрі постраждали від війни» (англ. Central Committee for the Relief of Jews Suffering through the War), який очолив Леон Камайкі (англ. Leon Kamaiky).
25 жовтня впливові єврейські діячі, в основному німецького походження, на чолі з Феліксом Варбургом, Джейкобом Шиффом та Льюісом Маршаллом створили «Американський єврейський комітет допомоги» під керівництвом Маршалла.
27 листопада 1914 року ці організації об'єднались (звідси й назва «Джойнт» — «об'єднаний»). У серпні 1915 року до них приєднався також «Народний комітет допомоги» (англ. People's Relief Committee) під керівництвом Меіра Лондона, заснований єврейськими робочими організаціями.
Першим головою організації став Фелікс Варбург, відомий фінансист та філантроп німецького походження. Під час Першої світової війни «Джойнт» пересилав гроші через посольство США в Петрограді всеросійському Єврейському комітету допомоги жертвам війни, а вже цей комітет розподіляв кошти на власний розсуд, разом з коштами, зібраними серед російських євреїв, отриманими від влади чи з інших джерел. У Німеччині «Джойнт» працював з «Єврейським комітетом допомоги Польщі та Литві» (нім. Das Jüdisches Hilfskomite für Polen und Litauen). До завершення 1917 року «Джойнт» перевів у Росію 2532000 доларів, 3000000 — в зону німецької окупації Польщі і Литви, 1532300 — в Галіцію та 76000 — в Румунію.
У цей же період «Джойнт» надавав допомогу єврейським спільнотам Угорщини та Чехословаччини через місцеві єврейські комітети, оскільки при розподіленні ресурсів, котрі «Джойнт» передавав через Американську адміністрацію допомоги, євреї ставали жертвами дискримінації.
Всього за перші 5 років діяльності організація спрямувала на благочинну діяльність 38 млн доларів.

### У міжвоєнний період
Із завершенням війни «Джойнт» зіткнувся з тим, що сотні тисяч євреїв у Східній Європі виявились потребуючими допомоги. Багато хто був змушений покинути свої домівки, втратив майно і засоби для існування.

#### У країнах Східної Європи
«Джойнт» спрямував у Східну Європу понад 100 своїх працівників на чолі з доктором Борисом Богеном, котрий відкрив відділення у Варшаві в червні 1919 року. У 1920 році Боген був призначений керівником європейського відділення «Джойнту». В першу чергу «Джойнт» почав фінансування охорони здоров'я та забезпечення дітей.
Гроші виділялись на ремонт лікарень, придбання медичного обладнання та матеріалів. «Джойнт» став ініціатором створення ряду організацій у Польщі та фінансував їх.
Однією з таких організацій стало створене у 1921 році «Товариство з охорони здоров'я єврейського населення» (пол. Towarzystwo Ochrony Zdrowia Ludnosci Żydowskiej, TOZ) — польський спадкоємець «Товариства охорони здоров'я єврейського населення», заснованого у 1912 році в Санкт-Петербурзі.
Понад 200 тисяч єврейських дітей в країнах Східної Європи стали сиротами в результаті війни. Для догляду за ними і для дітей, чиї батьки виявились не в змозі їх утримувати, JDC створив дитячі будинки, дитячі сади та літні табори. Фінансувалось харчування і медична допомога дітям. У 1923 році була заснована «Федерація з догляду за сиротами в Польщі» (CENTOS), котра функціонувала до початку Другої світової війни.
У Чехословаччині місцевий єврейський комітет допомоги розподіляв те, що постачав «Джойнт». В Угорщині ортодокси, реформісти та сіоністи об'єднали зусилля в наданні допомоги у зв'язку з дискримінацією єврейського населення при розподілі американської допомоги від ARA.
Після липня 1921 року «Джойнт» реорганізував свою роботу таким чином, щоб вона була спрямована на відновлення самостійної діяльності спільнот та в подальшому опору на власні ресурси.

#### УПалестині
У Палестині після вирішення найтерміновіших післявоєнних проблем «Джойнт» взявся за здійснення цілої низки економічних, соціальних та культурних програм.
«Джойнт» створив відділ досліджень в напрямі боротьби з малярією, а також відправив у Палестину медперсонал, котрий став предтечею майбутньої медичної організації «Хадасса». Для догляду за приблизно 5000 дітей, котрі стали сиротами в результаті Першої світової війни, «Джойнт» заснував «Палестинський комітет з догляду за сиротами», котрий здійснював нагляд над цими дітьми з 1919 до 1929 року, доки вони не стали самостійними. У області освіти JDC підтримував школи і єшиви, виділив кошти для створення Єврейського унірвеситету в Єрусалимі.
У 1922 році JDC в співпраці з Єврейським колонізаційним товариством забезпечив фінансування сільськогосподарських проектів у Палестині, зокрема, розвиток виробництва цитрусових. Було субсидійовано будівництво електростанції і створено фонд для надання дрібних кредитів на розвиток бізнесу. «Джойнт» витратив у Палестині понад 8 млн доларів протягом 1914—1932 років.

#### У Радянській Росії таСРСР
Згідно з першим договором, укладеним з радянською владою в червні 1920 року, «Джойнт» був змушений працювати з підконтрольним більшовикам «Єврейським громадським комітетом». Представник «Джойнту» доктор Розенблат 30 жовтня 1920 року виступив на засіданні пленуму «Єврейського громадського комітету». Він розповів про історію «Джойнту», основні напрями роботи, основних інвесторів. Він пояснив, що ідея надання допомоги жертвам погромів була дуже популярною серед єврейського населення Америки. «Джойнт» пропонував сконцентруватись не просто на філантропії, а на адресній соціально спрямованій допомозі, в тому числі спонсоруванні освітніх та медичних проектів.

##### Боротьба з голодом, допомога потерпілим від погромів та малозабезпеченим
9 листопада 1920 року Розенблат повідомив «Єврейському громадському комітету», що на допомогу потерпілим від погромів євреям Росії виділено 500 тисяч доларів. З них 100 тисяч вже передані в розпорядження самого Розенблата і стільки ж — в розпорядження «Єврейського громадського комітету». Кошти витрачались на закупівлю необхідних речей, ліків, продуктів та будівельних матеріалів для потерпілих від погромів.
Голод, котрий давав про себе знати на Поволжі та Східній Україні, дозволив «Джойнту» діяти самостійніше у складі «Американської адміністрації допомоги» (ARA, 1921—1923), в котру він пожертвував до 4 млн доларів. В середині липня 1922 року «Джойнт» годував лише в Україні 800 тисяч дітей щоденно. В пік голоду «Джойнт» годував до 2 млн людей в Україні та Білорусі. «Єврейський громадський комітет» за сприяння «Джойнту», у 1922 році надавав допомогу 132 тисячам дітей в дитячих домах, школах, дитячих садах, лікарнях, поліклініках. До середини 1923 року тільки в білоруському представництві «Джойнту» працювало 16 співробітників.

##### Перехід від філантропії до підтримки економічної діяльності
Після цього «Джойнт» зайнявся «реабілітаційною» допомогою з метою перетворити залежне від допомоги населення в самодостатнє. У 1923 році він привіз в Україну американські трактори, з допомогою яких відновлювали розорені війною та погромами єврейські сільськогосподарські колонії, а також обробляли землі їх неєврейських сусідів. Успіх цієї програми надихнув директора російського відділу «Джойнту», американського агронома російського походження Джозефа (Йосифа Борисовича) Розена (Joseph Rosen) на висунення амбіційного плану перетворення в християн сотень тисяч збіднілих містечкових євреїв. У 1924 році між «Джойнтом» та радянською владою було підписано домовленість про створення корпорації «Агро—Джойнт» (American Jewish Joint Agricultural Corporation), котра взялась за аграризацію євреїв. Для фінансового забезпечення проекту в 1928 році «Джойнтом» було створено акціонерне «Американське товариство з облаштування єврейських ферм» (The American Society for Jewish Farm Settlements in Russia) під керівництвом Джеймса Розенберга (James N. Rosenberg) і з Джуліусом Розенволдом (Julius Rosenwald) як головним інвестором. Зібрані товариством кошти дозволили продовжувати роботу в СРСР навіть у часи Великої депресії, коли діяльність «Джойнту» в інших країнах майже припинилась.
Із Америки в єврейські колонії завозили сучасну сільськогосподарську техніку, високоврожайне посівне зерно, племінну худобу. Агрономи «Агро-Джойнту» опікали колоністів та навчали їх передових методів ведення сільського господарства. В Джанкої «Агро-Джойнт» збудував та обладнав завод з ремонту сільськогосподарської техніки. За час своєї діяльності «Агро-Джойнт» надав допомогу в переселенні на землю більш як 150 тис. євреїв, заснувавши чи укріпивши понад 250 поселень, витративши 16 млн доларів, не враховуючи видачі довгострокових кредитів. У 1930-х роках колективізація та ліквідація безробіття в містах привели до відпливу молоді в міста та зменшенню чисельності євреїв-аграріїв.
«Агро-Джойнт» надавав допомогу і міському єврейському населенню, підтримуючи виробничі кооперативи, медичні заклади, професійно-технічні школи. Фінансування підготовки кадрів для промисловості «Агро-Джойнтом» підсилилось в роки перших п'ятирічок. До 1929 року деяка частина його бюджету витрачалась також на підтримання незалежних єврейських організацій соціальної допомоги, єврейської культури та підпільної релігійної діяльності.
«Агро-Джойнт» працював у СРСР до 1938 року. Із 14000 єврейських сімей, поселених на землі за роки цього проекту, частина після організації когоспів до 1938 року повернулась в міста, а більшість тих, хто залишився, було вбито в ході Голокосту.
Деяка частина американської допомоги — одяг, харчування, машини, обладнання, технології, навчання передовим методам сільського господарства і т. д. — поширились і серед неєвреїв, що сприяло прогресу радянської економіки, охорони здоров'я, освіти, культури, а також зниженню рівня антисемітизму в радянському суспільстві.

### Допомога жертвам нацистських переслідувань

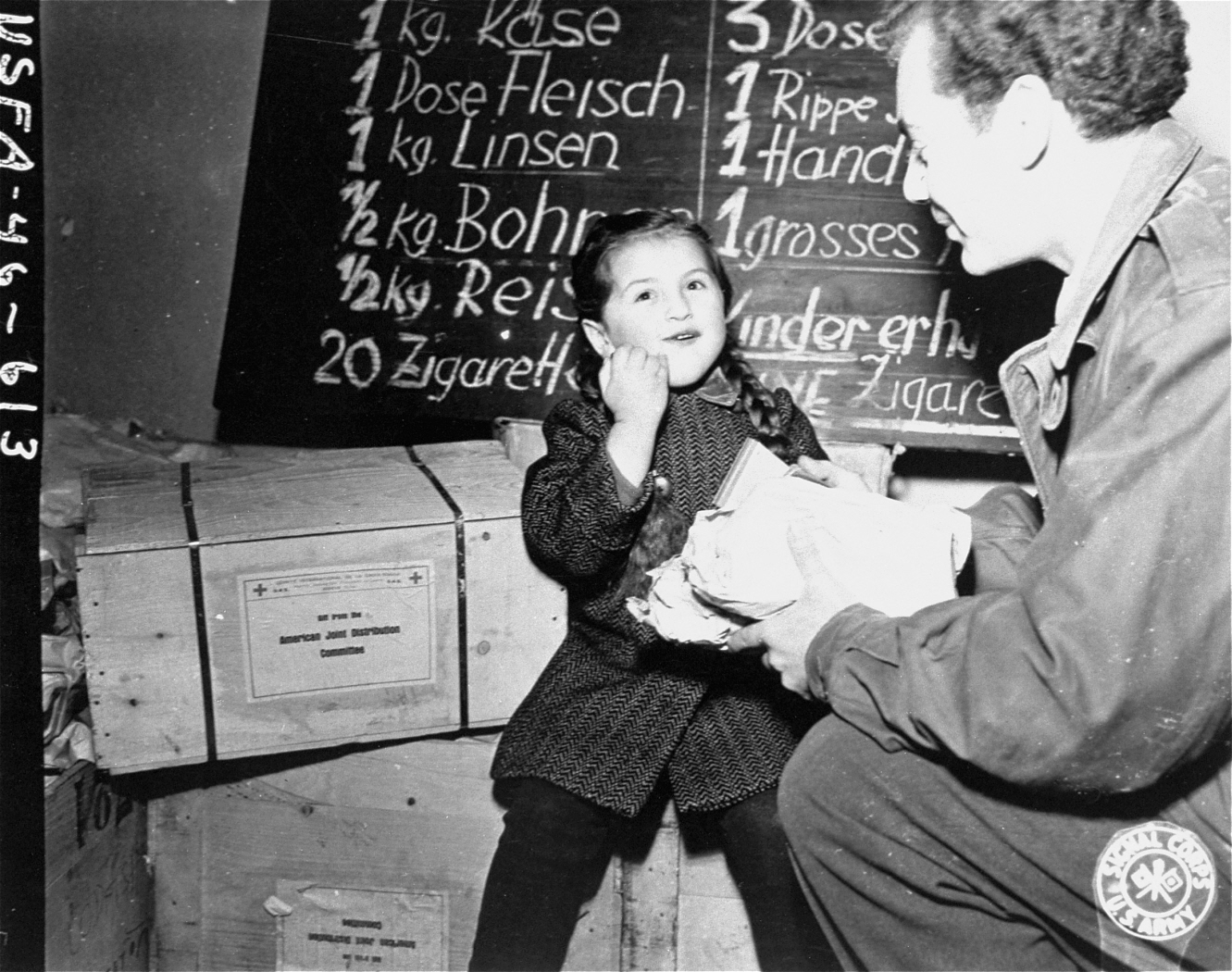
Співробітник "Джойнту Гаррі Вейншафт годує трьохрічну Ренаті Рульхатер. Компанія з розподілення продовольства серед єврейських біженців в таборі для переміщених осіб у Відні, 1945 рік

З моменту приходу до влади у Німеччині націонал-соціалістів у 1933 році «Джойнт» надавав підтримку єврейським спільнотам цієї країни, а в подальшому допомагав десяткам тисяч німецьких, австрійських та чеських євреїв втікати від нацистських переслідувань в інші країни. Європейська штаб-квартира «Джойнту» була переведена з Берліна в Париж, а після окупації останнього — у Лісабон. У 1939 році «Джойнт» допоміг більш як 100000 біженців емігрувати з Німеччини. У 1940 році «Джойнт» допомагав біженцям в більш як сорока країнах Східної та Західної Європи, Азії та Латинської Америки.
З початком Другої світової війни «Джойнт», разом з організаціями HICEM і Emigdirect, сприяв еміграції єврейських біженців з Європи. В ряді країн Західної Європи «Джойнт» організував сільськогосподарські школи для підготовки майбутніх поселенців до життя в Палестині.
В 1941 році «Джойнт», за домовленістю з НКВС, брав участь у відправці польських євреїв-біженців з Литви в Палестину та Японію через радянську територію.
До вступу США у війну в грудні 1941 року допомога офіційно надавалась євреям територій, окупованих Німеччиною, включно з гетто Польщі. 300 тисяч доларів вдалось передати єврейському підпіллю в Польщі в 1943—1944 роках. В ці ж роки «Джойнт» через Міжнародний Червоний Хрест надавав допомогу євреям, котрі знаходилися в гетто Трансністрії, котра перебувала під румунською окупацією. У 1944 році директор швейцарського відділення «Джойнту» Саллі Маєр, при посередництві Рудольфа Кастнера, брав участь у викупі у нацистів трьох поїздів з 3344 угорськими євреями.
Згідно з договором, укладеним між СРСР та польським урядом у вигнанні 30 липня 1941 року, в роки війни «Джойнт», зі свого офісу в Тегерані, відправляв тисячі продуктових та речових посилок польським євреям, котрих вислали в Середню Азію. У 1943 році «Джойнт» додатково домовився про постачання в СРСР продуктів, одягу та інших товарів, котрі повинні були розподілятися радянським Товариством Червоного Хреста без диференціації за релігійною чи національною ознакою, в районах з підвищеною концентрацією євреїв. Як виявилось, ця допомога практично не доходила до євреїв. У 1946–47 роках «Джойнт» надав радянським лікарням значну кількість пеніциліну та медичного обладнання — загальна вартість перевищувала 2 млн доларів.
Після завершення війни за згодою з головою виконавчого комітету Єврейського агентства Давидом Бен-Гуріоном «Джойнт» взяв на себе піклування про євреїв, котрі пережили Голокос і знаходились у таборах для переміщених осіб, а також фінансував легальну й нелегальну єврейську еміграцію з Європи, в тому числі й у Палестину. Між 1945 та 1950 роками 420 тисяч людей у Європі стали одержувачами допомоги «Джойнту». Всього в 1945—1952 роках «Джойнт» витратив 342 млн доларів на потреби жертв Катастрофи. Ця допомога включала в себе репатріацію польських та румунських євреїв з СРСР, облаштування їх на нових місцях, а також подальшу еміграцію.

### У післявоєнні роки
Після завершення війни керівництва «Джойнту» відкрились в усіх східноєвропейських країнах, крім СРСР. Вони пропрацювали до 1950 року. Значна частина допомоги «Джойнту» була спрямована на допомогу репатріантам у Ізраїлі. З часу заснування і до кінця 1980 року «Джойнт» витратив 1.3 млрд доларів на допомогу єврейському населенню по всьому світі. З цієї суми понад 300 млн було витрачено на діяльність «Джойнту» в Ізраїлі.

#### У СРСР та Східній Європі
З кінця 1948 року «Джойнт» сам відправляв посилки релігійним спільнотам та приватним лицям в СРСР. В наступні роки у зв'язку з переслідуваннями радянської влади він був змушений робити це в атмосфері секретності, використовуючи послуги посередників, щоб не ставити під удар одержувачів допомоги.
Посилочна програма для євреїв Східної Європи, включно з СРСР, котра існувала сорок років, з 1951 року, мала кодову назву «Транзитна допомога» (Releif-in-Transit), оскільки «Джойнт» розглядав євреїв Східної Європи як «переміщених осіб», котрі вимушено знаходяться в країнах свого проживання, але виїхали б, якби мали таку можливість. Репарації, одержані міжнародними єврейськими організаціями від Німеччини, використовувались для оплати програми RIT. Програма здійснювалась в співпраці з ізраільською урядовою організацією «Натив», діяльність котрої була спрямована на еміграцію радянських та східноєвропейських євреїв в Ізраїль.
У 1963 році в СРСР щомісячно відправлялось по 1000 посилок — речових (верхній одяг та взуття) та таких, що містили предмети релігійного культу. Удосконалюючи програму під керівництвом виконавчого віце-президента Ральфа Гольдмана (Ralph I. Goldman), «Джойнт» довів її «продуктивність» до 84 тисяч посилок щорічно.
Після Другої світової війни «Джойнт» активно працював у країнах Східної Європи, допомагаючи потерпілим и сприяючи відновленню єврейських спільнот. Однак в результаті приходу до влади комуністичних режимів робота «Джойнту» в цих країнах була заборонена. Після Шестиденної війни із усіх східноєвропейських країн «Джойнт» офіційно працював тільки у Румунії.
Коли у 1970-х роках частина євреїв, котрі покидали СРСР за ізраїльськими запрошеннями, стала висловлювати бажання переміщення на Захід («Проблема відсіву»), «Джойнт» допомагав їх розселенню в США, а також взяв на себе частину турбот з приводу їх обслуговування на перевалочних пунктах у Італії: Остії та Ладісполі.

#### У Ізраїлі

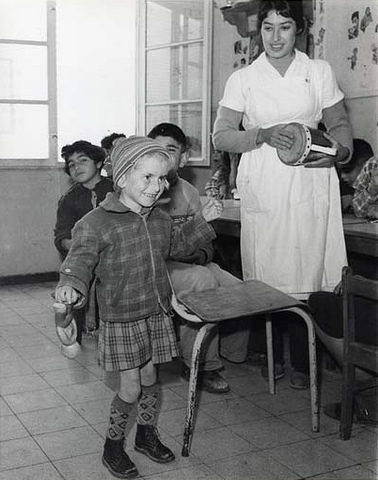
Установа для дітей з особливими потребами. Ізраїль, 1960 рік

Після створення Ізраїлю 30 % коштів «Джойнту» було спрямовано на допомогу репатріантам, бідним та старим ізраїльтянам.
У 1970-х «Джойнт» фінансував і здійснював програму «Ешел» з будівництва домів для літніх людей, забезпечення геронтологічних відділів лікарень та підготовки соціальних працівників.
У цей же період, спільно з міністерством охорони здоров'я та Університетом імені Бен-Гуріона було розпочато здійснення «проекту Негев» з надання медичної допомоги бідним ізраїльтянам на півдні країні. Він був продовжений у 1980-х роках, було відкрито низку медичних закладів в Беер-Шеві та інших містах, а також в поселеннях бедуїнів. В подальшому продовжувалось фінансування програм підготовки соціальних працівників, наприклад, у Хайфі та Тель-Авіві.
У 1980-ті — 1990-ті роки здійснювалась спеціальна програма допомоги ізраїльтянам літнього віку. Їх селили в будинках, де були створені спеціальні умови та технічні вдосконалення, котрі полегшують життя літніх людей. У Ізраїлі було створено 18 районів з таким поселенням, де працівники «Джойнту» та добровольці додатково піклуються про транспорт та медичну допомогу для цих людей.
В подальшому «Джойнт» розробляв та здійснював програми допомоги підліткам із бідних сімей і освітні програми для нових репатріантів із країн колишнього СРСР та Ефіопії.

#### У інших регіонах

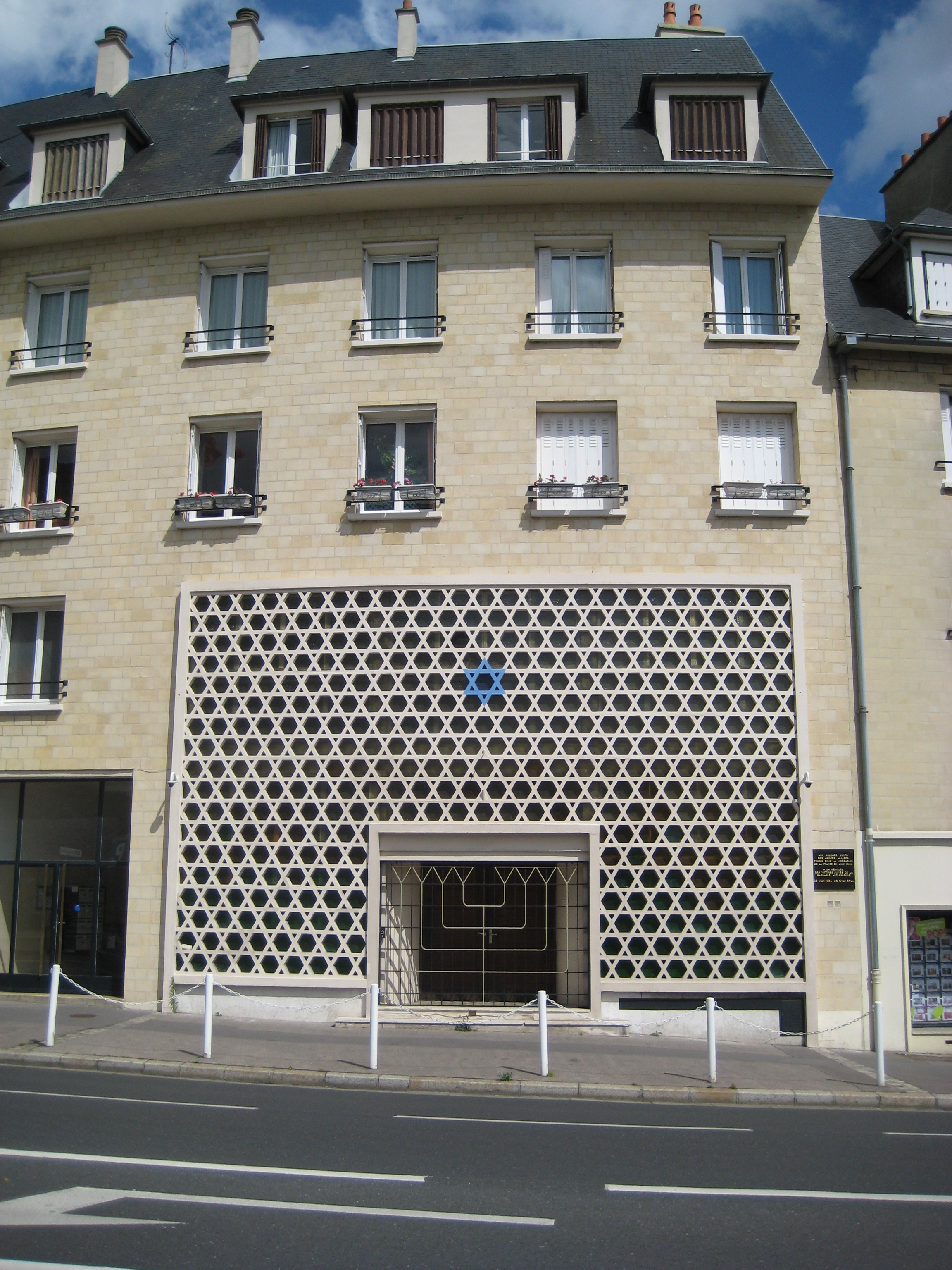
Синагога в Кані (Франція), збудована в 1966 році на кошти «Джойнту»

Після Другої світової війни «Джойнт» інвестував значні суми в допомогу єврейським спільнотам Європи. З допомогою коштів, одержаних від Німеччини, «Джойнт» відновлював синагоги, лікарні та школи в Франції, Італії, Бельгії, Голландії та інших країнах. У 1949 році «Джойнт» заснував Школу соціальних працівників імені Пола Бервальда в Парижі, щоб допомогти євреям, котрі вижили, повернутися до нормального життя. У 1950-х — 1960-х роках «Джойнт» допомагав французькій єврейській спільноті інтегрувати понад 100 тисяч єврейських іммігрантів із Марокко, Тунісу та Алжиру.
У 1980-х роках «Джойнт» зіграв значну роль в організації допомоги та евакуації в Ізраїль євреїв Ефіопії. Він організував благодійну акцію «Саад». В рамках цієї акції американські євреї відправляли посилки та грошові переводи в Ефіопію місцевим євреям. «Джойнт» фінансував дві операції з вивезення ефіопських євреїв у Ізраїль — операцію «Мойсей» та операцію «Соломон».

## У наш час
Існує 4 основних напрями, в рамках яких реалізуються благочинні програми «Джойнту»:
- Допомога людям літнього віку
- Підтримка сім'ї та дітей
- Розвиток єврейського суспільства
- Міжнародний розвиток

Вказані напрями спільні для всього світу, але в кожному регіоні програми мають свої особливості, приклади програм дані в основному по регіону СНД.

### Допомога літнім людям
У результаті економічних реформ в країнах СНД десятки тисяч благополучних пенсіонерів-євреїв перейшли в розряд малозабезпечених. Базою для надання їм допомоги стала мережа створених «Джойнтом» центрів соціальної допомоги — «хеседів», перший з котрих було відкрито у 1993 році. 240 тисяч підопічних хеседів, малозабезпечені та люди літнього віку, одержали різні види допомоги — продуктові пакети, одяг та взуття, медичне та реабілітаційне обладнання.
У рамках напряму допомоги літнім людям реалізуються такі програми:
- Догляд вдома. В рамках цієї програми надається патронажна допомога старшим людям, котрим складно самостійно себе обслуговувати, особливо самотнім та хворим.
- Програми харчування. Для малозабезпечених літніх людей, котрим не вистачає грошей на повноцінне харчування, реалізується ряд програм: від безкоштовних обідів у їдальнях хеседів до доставки гарячого харчування на дім та регулярного надсилання спеціальних продовольчих наборів.
- Медичні програми. Люди старшого віку часто мають різноманітні захворювання і не завжди здатні оплачувати якісне лікування. Для вирішення цієї проблеми існує безліч програм, зокрема фінансування купівлі ліків, безкоштовний прокат реабілітаційного устаткування, спеціалізовані програми корекції зору, лікування діабету.
- Програма «Екстрена допомога» — використовується при надзвичайних ситуаціях, наприклад, при оплаті малозабезпеченим дорогого лікування чи ремонту після пожежі.
- Програма підготовки до зими. В рамках програми «Зимова допомога» купляють теплий одяг, взуття та інші речі, для жителів сільської місцевості — пальне. В рамках програми «Генеральне прибирання. Миття та заклеювання вікон» при наявності фінансових можливостей надаються відповідні послуги.
- Клубні програми. Хесед часто є єдиним місцем спілкування самотніх літніх людей. Тому для них організовують бібліотеки, гуртки за інтересами, курси іноземних мов та багато іншого, що дозволяє їм спілкуватись та проводити вільний час.
- Програма «Бікур Холім» — це відвідання та підтримка тяжко хворих людей. Крім того, волонтери цієї програми консультують родичів померлих з приводу речей, котрі пов'язані з єврейськими традиціями в питаннях смерті, трауру та поховання.

### Підтримка сім'ї та дітей
Економічні проблеми у країнах СНД привели до того, що значна частина дітей з єврейських сімей опинилась у групі ризику. Для допомоги таким дітям у 2002 році було розпочато програму «Дитяча ініціатива». Особлива увага приділяється інтеграції дітей з особливими потребами.
В рамках напрямку підтримки сім'ї та дітей діють:
- Єврейська сімейна служба — здійснює соціальну підтримку шляхом комплексного підходу до роботи з сім'єю.
- Програми матеріальної допомоги.
- Програма «Дитячий SOS».
- Інтеграція дітей з особливими потребами.

### Розвиток єврейського суспільства
Відродження єврейського культурного та релігійного життя в країнах СНД, підірваного десятиріччями радянської влади, здійснюється через сформовану з допомогою «Джойнту» мережу зі 170 центрів спільноти. «Джойнт» також допоміг спільнотам в реституції та ремонті колишніх синагог, в формуванні бібліотек спільнот, в розвитку відповідних наукових досліджень, в підготовці єврейських лідерів та соціальних робітників.
Особлива увага приділяється молоді. У всьому світі діє мережа сімейних, дитячих та молодіжних таборів, проводяться спеціальні школи та курси із загального та професійного розвитку.

### Міжнародний розвиток
Часто «Джойнт» надає допомогу людям в різних країнах світу, без урахування їх національності. У 2004 році «Джойнт» брав участь в наданні допомоги жертвам теракту в Беслані. Також надавалась допомога жертвам громадянської війни на території колишньої Югославії. Після землетрусу на Гаїті «Джойнт» забезпечував провіантом більш як 2000 бездомних та дітей з недостатнім харчуванням. Також «Джойнт» забезпечив чистою питною водою сотні тисяч гаїтян, котрі жили в наметових таборах.

### Бюджет
Основну частину коштів «Джойнт» одержує у вигляді пожертвувань від євреїв та єврейських організацій США. У 2006 році сумарний бюджет «Джойнту» склав 320410019 доларів США. 48.1 % з цієї суми було витрачено на Ізраїль.

### Критика
«Джойнт» критикують за надлишкову бюрократизацію та втручання в діяльність організацій, котрих ті спонсорують.
Також «Джойнт» докоряють через нібито егоцентричну позицію та імітації успішної роботи, котра розрахована на спонсорів, а не на реальні потреби єврейських спільнот.